# Trachyiulus lankanus
Trachyiulus lankanus är en mångfotingart som beskrevs av Jean-Paul Mauriès 1981. Trachyiulus lankanus ingår i släktet Trachyiulus och familjen Cambalopsidae. Inga underarter finns listade i Catalogue of Life.